# Isaías Guardiola
 Isaías Guardiola Villaplana (1. listopada 1984.), španjolski rukometni reprezentativac. Brat je blizanac španjolskog rukometaša Gedeóna Guardiole.